# Nuncjatura Apostolska w Chorwacji
Nuncjatura Apostolska w Chorwacji – misja dyplomatyczna Stolicy Apostolskiej w Republice Chorwacji. Siedziba nuncjusza apostolskiego mieści się w Zagrzebiu. Obecnym nuncjuszem apostolskim w Chorwacji jest Włoch abp Giuseppe Pinto.

## Historia
15 maja 1993 roku papież św. Jan Paweł II utworzył Nuncjaturę Apostolską w Chorwacji.